# Crossroads (Datenverarbeitung)
Crossroads ist ein Serverlastverteilungs-Software (englisch: load balancer) für Linux, die als freie Software lizenziert ist. Der Daemon verteilt Daten für beliebige Dienste, die das Transmission-Control-Protokoll (TCP) verwenden, auf mehrere Server. Er beherrscht mehrere Verteilungsalgorithmen, wie etwa die Priorisierung nach Transfervolumen und Verbindungsdauer. Bei HTTP können Sitzungen bei der Verteilung berücksichtigt werden. Ausgefallene Server werden automatisch erkannt und bei Wiederverfügbarkeit erneut verwendet.
Sowohl bei der Verteilung als auch bei der Verfügbarkeitsprüfung können selbstdefinierte Prozeduren eingebunden werden. So kann zum Beispiel bei einer MySQL-Datenbank geprüft werden ob tatsächlich Anfragen beantwortet werden können. Bei Lastverteilung kann die Last der Zielmaschine berücksichtigt werden.
Nach eigenen Angaben wird das Projekt auch auf Webservern mit mehreren Millionen Seitenabrufen am Tag eingesetzt. Die Entwicklung wurde Stand 2023 augenscheinlich eingestellt.